# Ludovic Alarie
 (octobre 2018).
Pour les articles homonymes, voir Alarie.
Ludovic Alarie, né le 22 avril 1993 à Montréal, est un auteur-compositeur-interprète québécois. 
En 2014 paraît son premier album (en solo) éponyme. Alarie sort ensuite un deuxième album en 2017, L'appartement. Il collabore notamment avec Warren C. Spicer et Matthew Woodley (Plants and Animals), Adèle Trottier-Rivard (Le Bleu), Mishka Stein (Patrick Watson), ainsi que Patrick Watson. En seulement deux albums solos en français, Ludovic Alarie a été en lice à deux reprises pour le prix Félix-Leclerc, et a reçu deux nominations au Gala de L'ADISQ. En 2018, il lance sa propre maison de disques indépendante - chouchou records. En 2019, il lance we're a dream nobody wrote down, un album bilingue (français et anglais), sous chouchou records et sous le label de Blonde Redhead, Asa Wa Kuru, aux États-Unis.

## Biographie

### Débuts
Ludovic Alarie a fait ses débuts en musique en tant que guitariste classique à l'école secondaire Pierre-Laporte en 2006, puis à l'École de musique Vincent-d'Indy. En 2012, il se dirige en composition électroacoustique à l'Université de Concordia. Il délaisse les études un an plus tard afin de se concentrer sur un projet musical dont il est le leader, The Loodies. Avec ce band, Alarie sort deux albums et effectue des tournées au Canada, en Allemagne et en Suisse, notamment. 

## Discographie

### Albums studio
- 2017: L'appartement (Coyote Records)
- 2014: Ludovic Alarie (Indica Records)
- 2019: we're a dream nobody wrote down (chouchou records et Asa Wa Kuru)
- 2019: we're a dream nobody wrote down - b-sides (chouchou records)

### Singles
- 2019: je te laisse fermer mes yeux - single (chouchou records)
- 2019: where have you gone - single (chouchou records)
- 2019: we don't exist - single (chouchou records)
- 2018: we're a dream nobody wrote down - single (chouchou records)
- 2017: L'appartement session live (Coyote Records)

## Collaborations
- 2017 - Ludovic Alarie collabore avec Plants and Animals sur la pièce Green Eyes, parue sur l'album Passed out from the Waltzing.